# Karawana (zespół muzyczny)
Karawana – polski zespół muzyczny założony w 1992 w Kędzierzynie-Koźlu.

## Historia zespołu
Zespół Karawana powstał w Kędzierzynie-Koźlu, w 1992 roku. Od samego początku liderem grupy był i jest do dzisiaj wokalista Michał „Kacper” Kacperczyk.
W 1996 roku zespół Karawana wystąpił na ogólnopolskim Przeglądzie Muzyki Rockowej w Andrychowie, gdzie otrzymał pierwsze w karierze wyróżnienie oraz nagrodę ufundowaną przez Marcina Jacobsona, ówczesnego managera zespołów Dżem, Perfect i Martyny Jakubowicz.
W 1997 roku Karawana zdobyła I nagrodę na Ogólnopolskim Festiwalu Muzyki Rockowej w Opatowie. To zaowocowało sesją nagraniową w olsztyńskim studiu Polskiego Radia oraz wywiadem w prestiżowym czasopiśmie muzycznym „Gitara i Bas”.
W 1998 roku został zrealizowany pierwszy videoclip do piosenki „Życie”, a regionalna TVP3 zakwalifikowała zespół do Konkursu Młodych Talentów w Szczecinie, gdzie Karawana wystąpiła razem z innymi znanymi w Polsce grupami, takimi jak Orange, Crew, Harlem, Ich Troje. Zespół stał się laureatem Złotej Dziesiątki, wyróżnionym przez jury w składzie: Marek Gaszyński, Halina Frąckowiak, Bogusław Mec. Dzięki temu wydarzeniu zespół nagrał teledysk, który był emitowany w jedynej ówczesnej stacji muzycznej Atomic. Karawana była też cały czas obecna w telewizji, np. w Rowerze Błażeja.
Pod koniec 2000 roku Karawana rozpoczęła pracę nad debiutancką płytą. Jednocześnie zespół zakwalifikował się do KFPP w Opolu, gdzie w 2001 roku wystąpił podczas koncertu Debiutów.
W 2001 roku zespół nagrywał nowy wideoclip do piosenki „Prowadź mnie”, który był emitowany w stacjach telewizyjnych.
W 2002 roku Karawana zagrała koncert podczas drugiej edycji programu „Bar” w Polsacie.
Rok 2003 przyniósł zmiany personalne. W nowym składzie zaczynał powstawać nowy materiał. We współpracy z Jackiem Skubikowskim zespół przygotował piosenkę „Jesteś dla mnie”, która wzięła udział w eliminacjach do KFPP w Opolu w tym samym roku. Singiel i teledysk był emitowany w wielu stacjach radiowych i telewizyjnych. We wrześniu 2003 roku powstał kolejny videoclip do piosenki „Czas... I zawsze za mało”, a Karawana zaczęła intensywnie koncertować, promując swój autorski materiał jako „Muzyczna Podróż w Czasie”.
W marcu 2004 roku Karawana zarejestrowała teledysk do utworu „Kolor twych oczu”.
W 2005 roku zespół wydał nową płytę Jedyna droga, będącą kontynuacją charakterystycznego dla Karawany stylu. Płyta oprócz nowych utworów, zawiera dwie piosenki z poprzedniego krążka (Marycha, Łap pa na na) oraz multimedia.
W 2007 roku zespół, jako Kacper i Karawana, wydał płytę pt. Nasze klimaty.
W 2010 roku zespół wydał płytę pt. Masz Moc wydaną przez Sklep Muzyczny MUSIC HIT. 
W 2013 roku zespół wydał płytę pt. "Exclussive", zawierającą największe przeboje nagrane i wydane w ciągu 20 lat istnienia grupy. Z okazji jubileuszu Karawana zagrała koncert w Galerii Handlowej "Odrzańskie Ogrody" w Kędzierzynie-Koźlu oraz koncert "na żywo" w Studiu M Radia Opole. 
W grudniu 2013 roku wokalista Karawany Michał "Kacper" Kacperczyk podjął decyzję o realizacji solowego projektu muzycznego.

## Muzycy

### Obecny skład zespołu
- Michał Kacperczyk – śpiew
- Krzysztof Kabut – perkusja
- Marek Blokesz – gitara basowa
- Kamil Błaszko – gitara

## Management
- Menadżer – Maciej Niemas

## Dyskografia

### Albumy
- Prowadź mnie – Karawana (2002) – Album studyjny
- Jedyna droga (2005) – Album studyjny
- Nasze klimaty (2007) – Album studyjny
- Masz Moc, Jesteś światłem przeznaczeniem (2011) – Singiel
- Masz Moc (2011) – Album studyjny
- Mój telefon do Ciebie (2011) – Singiel
- Moje wakacje nad morzem (2011) – Singiel
- Zakręcona w tańcu (2012) – Singiel
- Na świata dach (2012) – Singiel
- Exclussive (2013) – Kompilacja największych przebojów